# 의료기기협력센터
의료기기협력센터는 경기도와 한국전기연구원(KERI)이 의료기기 관련 산-학-연-의-관 협력 네트워킹을 활성화하여 의료기기산업의 발전을 위해 의료기기 제조업체와 관련 기관들을 지원하기 위해 운영하는 센터이다.

## 개요
의료기기 산업 발전을 위해 산-학-연-의-관이 유기적으로 상호협력할 수 있도록 지원하는 시스템을 구축하고 운영되며, 그 위치는 한국전기연구원 안산분원에 두고 있다.
사업지원기관: 경기도, 안산시, KERI(한국전기연구원)